# Helge Clausen
Helge Clausen (født 6. september 1914 i Kåstrup, Tømmerup Sogn, død 26. februar 1997) var en dansk kreditforeningsdirektør.
Clausen blev efter studieophold i England og Sverige uddannet i landbruget; først på Korinth Landbrugsskole for i 1941 at dimittere som landbrugskandidat fra Den Kongelige Veterinær- og Landbohøjskole. Efter at have været assistent ved lokale landboforeninger og lærer på Ollerup Folkehøjskole, blev han fuldmægtig i DLF-Trifolium og derefter konsulent og sekretær for Holbæk Amts Økonomiske Selskab fra 1945. Han blev i 1950 sekretær hos De Samvirkende Danske Landbrugsforeninger og var samtidig sekretariatschef og leder af Landøkonomisk Rejsebureau. I 1953 overtog han fødegården i Kåstrup.
Under Helge Clausens ledelse skete der en stor udbygning af samvirksomhedens sekretariat, hvilket styrkede landboforeningernes i forhold til landbrugets øvrige organisationer. I 1956 begyndtes udgivelsen af Landsbladet.
I 1959 blev Helge Clausen udnænvt til landbrugskyndig direktør i Creditkassen for Landejendomme i Østifterne og blev formand for direktionen 1965. Han kom således til at stå i spidsen for en omfattende omorganisering af kreditforeningen, der kulminerede med at den gik ind i Forenede Kreditforeninger i 1970. Helge Clausen blev administrerende direktør for den nye store kreditforening, men bevarede i mange år sin tilknytning til landbruget som næstformand i De samvirkende sjællandske Landboforeninger, medlem af bestyrelsen for De Samvirkende Danske Landboforeninger og som medlem af Landbrugsraadet.
Helge Clausen opstillede ved folketingsvalget 1957 for Venstre, og blev i 1959 midlertidigt medlem af tinget.
I 1966 blev han Ridder af Dannebrog.